# 冬の孔雀
「冬の孔雀」（ふゆのくじゃく）は、柏原芳恵の29枚目のシングル。1987年10月26日にEASTWORLD/東芝EMIから発売された。

## 概要
東芝EMIに移籍後第2弾となるシングルで、1987年12月5日発売のアルバム『愛愁』に先がけてリリースされた。作詞は前作「A・r・i・e・s」に引き続き阿久悠が手掛け、作曲には「待ちくたびれてヨコハマ」以来となる三木たかしが起用された。
この曲で第29回日本レコード大賞優秀歌唱賞を受賞した（最優秀歌唱賞の候補にも選出されている）。

## 収録曲
- 全作詞：阿久悠 / 作曲：三木たかし / 編曲：若草恵

1. 冬の孔雀（4:34）
2. 他人（4:30）